# Madou (band)
Madou is een Belgische en Nederlandstalige muziekgroep die opgericht werd door componist en multi-instrumentalist Wiet Van de Leest en zangeres Vera Coomans.

## Geschiedenis
Van de Leest en Coomans verlieten in 1979 de folkformatie Rum, om zich te richten op hun eigen project. Madou kende kortstondig succes met de singles Witte nachten en Niets is voor altijd, met teksten van Jan Devos. De groep maakte slechts één album, in 1982 (zie onder).
De muziek van Madou vormde begin jaren 1980 een unieke combinatie in het Nederlandstalige muzieklandschap: in de melodieën waren de folk-invloeden nog sterk te horen, maar de teksten behandelden het, vaak bittere, leven van nu. Gebroken relaties en de harde dagelijkse werkelijkheid vormden de thematiek, waaraan de stem van Coomans nog een extra tragische toets toevoegde. Het derde element was het eerder moderne instrumentarium waarmee de plaat was gearrangeerd (zie onder) waardoor de associatie met de traditionele folk moeilijk te maken viel.
De eigentijdse maar ongewone combinatie sloeg niet aan en de groep werd ontbonden. Beide muzikanten verzeilden in de anonimiteit. Tot de hernieuwde populariteit van de folk vanaf omstreeks 2000, en dan vooral de vele hybride vormen van folk die sindsdien zijn ontstaan, de muziek van Madou een cultstatus bezorgden. In 2005 bracht Vera Coomans met de muzikanten van Jaune Toujours het oude repertoire onder de naam Madouce.
Veertig jaar na het ontstaan van de groep, kreeg de band, onder impuls van Thomas Devos en Louis Van de Leest, een doorstart. In februari 2021 kwam een nieuwe single uit, "Ronquières", gevolgd door een tweede album op 24 september 2021.
 Later bracht Madou een Rewind-concert in de Ancienne Belgique, dat een jaar later werd gevolgd door een nieuwe single 'Mooie Dag'. Een EP wordt in het najaar van 2024 verwacht.

## Discografie[8]

### Albums
- Madou (1982)
- Is er iets? (2021)

### Singles
- Witte Nachten (1981)
- Niets is voor Altijd (1982)
- Gas (1983)
- Ronquières (2021)
- Mooie Dag (2024)